# Una era secular
Una era secular es un libro escrito por el filósofo Charles Taylor que fue publicado en 2007 por Harvard University Press sobre la base de las anteriores Conferencias Gifford de Taylor (Edimburgo 1998-1999). El célebre sociólogo Robert Bellah se ha referido a A Secular Age como "uno de los libros más importantes que se han escrito en mi vida".

## Antecedentes y descripción general
En los últimos años, la secularidad se ha convertido en un tema importante en las humanidades y las ciencias sociales. Aunque continúan existiendo importantes desacuerdos entre los académicos, muchos comienzan con la premisa de que el secularismo no es simplemente la ausencia de religión, sino más bien una categoría intelectual y política que en sí misma debe entenderse como una construcción histórica. En este libro, Taylor analiza el cambio en la sociedad occidental de una condición en la que era casi imposible no creer en Dios, a una en la que creer en Dios es simplemente una opción entre muchas. Argumenta en contra de la opinión de que la secularidad en la sociedad es causada por el surgimiento de la ciencia y la razón. Sostiene que este punto de vista es demasiado simplista y no explica por qué la gente abandonaría su fe. 
Taylor comienza con una descripción de la Edad Media y presenta los cambios que se produjeron para alcanzar la era secular moderna. La Edad Media fue una época de encantamientos. La gente creía en Dios, los ángeles, los demonios, las brujas, los sacramentos de la Iglesia, las reliquias y los lugares sagrados. Cada uno de estos tipos de cosas tuvo efectos misteriosos y reales en los individuos y la sociedad. La Alta Edad Media se contentaba con tener dos velocidades para el desarrollo espiritual de las personas. El clero y algunos otros iban a la velocidad más rápida e intensa. Se esperaba que todos los demás avanzaran a una velocidad espiritual más lenta. La Alta Edad Media tuvo un fuerte enfoque en llevar a todos a un reino superior de espiritualidad y vida.
Hasta hace unos cientos de años, el punto de vista común del mundo occidental del Atlántico Norte era básicamente cristiano. La mayoría de la gente ni siquiera podría considerar un punto de vista sin Dios. La cultura ha cambiado de modo que ahora la mayoría de la gente puede concebir múltiples puntos de vista. Este cambio se logró a través de tres facetas principales del deísmo: una, un cambio antropocéntrico en la concepción actual de la naturaleza principalmente para las personas; dos, la idea de que Dios se relaciona con nosotros principalmente a través de un orden impersonal que Él estableció; y tres, la idea de que la religión debe entenderse a partir de la naturaleza solo por la razón. El deísmo se considera el paso intermedio principal entre la era anterior de creencia en Dios y la era secular moderna. Se distinguen tres estadios de laicidad: uno, espacios públicos secularizados; dos, el declive de la creencia y la práctica; y tres, condiciones culturales donde la incredulidad sobre la religión es una opción viable. El texto se centra en el tercer estadio.
En su trabajo anterior, Las fuentes del yo: la construcción de la identidad moderna, Taylor se centra en los desarrollos que condujeron a reforzar la identidad de los individuos modernos en Occidente. Esta obra se centra en los desarrollos que llevaron a las estructuras sociales modernas. El contenido de Sources of the Self es complementario a A Secular Age. Taylor discutió las implicaciones políticas de A Secular Age en una entrevista con The Utopian.

## Esquema

### Prefacio / Introducción
Taylor cuenta "una historia ... de la ' secularización ' en el Occidente moderno", y a qué equivale el proceso respecto a la religión: "como aquello que se retira del espacio público, o como un tipo de creencia y práctica que está o no en regresión, y como cierto tipo de creencia o compromiso cuyas condiciones en esta época se están examinando". (pag. 15)
Taylor no cree que el declive en la fe se haya producido porque "'Darwin refutó la Biblia', como supuestamente dijo un escolar de Harrow en la década de 1890". Por eso quiere discutir la creencia y la incredulidad "no como teorías rivales ... sino como diferentes tipos de experiencias vividas involucradas en la comprensión de su vida de una forma u otra" (p. 5). ¿Dónde está el lugar de la riqueza o la plenitud, y su opuesto, el lugar de la ausencia o el exilio? También existe la "condición intermedia", las actividades diarias entre los extremos y su significado.
Para los creyentes, la plenitud solo puede ser Dios. Para los incrédulos, está dentro del poder de la razón (Ilustración) o de la naturaleza, o de nuestro fuero interno (Romanticismo). Además, el posmodernismo quiere situarse fuera de la razón y el sentimiento, sobre la idea de que la plenitud es una proyección que no se puede llegar a encontrar.
En el mundo antiguo, las personas podían tener una creencia ingenua, pero hoy la creencia o la incredulidad es "reflexiva" e incluye un conocimiento de lo que otras personas creen o no creen. Miramos por encima del hombro a otras creencias, pero cada uno de nosotros sigue viviendo un "trasfondo", con nuestras creencias "sostenidas dentro de un contexto o marco de lo que se da por sentado ... tácito ... porque nunca se formuló". (pag. 13)

### Parte I: El trabajo de la reforma protestante
"¿Por qué era virtualmente imposible no creer en Dios en, digamos, 1500 en nuestra sociedad occidental, mientras que en 2000 muchos de nosotros encontramos esto no solo fácil, sino incluso ineludible?" (pag. 25). La presencia de Dios retrocedió en tres dimensiones:
1.      La gente ya no ve los eventos naturales como actos de Dios.
2.      La sociedad "sólo podría concebirse como basada en algo más elevado que la acción humana en el tiempo secular". (pag. 25)
3.      La gente vivía entonces en un mundo encantado, ahora desencantado.
Rechazando la teoría de la sustracción de la secularización, Taylor cree que el movimiento de Reforma protestante en el Cristianismo, con el objetivo de elevar a todos a los niveles más altos de devoción y práctica religiosa, provocó el movimiento hacia la secularización. El yo reformado disciplinado reemplazó al yo "poroso", que era vulnerable a fuerzas externas como espíritus y demonios, con un nuevo yo amortiguado, un agente disciplinado y libre que vivía en un mundo progresivamente desencantado.
El éxito de la Reforma y la propagación de un yo disciplinado exitoso conduce a una sociedad disciplinada que comienza a actuar contra el alboroto y la indisciplina: controlando a los pobres, domesticando a la aristocracia guerrera, suprimiendo las "fiestas del desgobierno" como el Carnaval. Los calvinistas y los puritanos eran "laboriosos, disciplinados ... mutuamente predecibles. . . Con tales hombres se puede construir una sociedad segura y bien ordenada "(p. 106) El éxito del proyecto alentó un antropocentrismo que abrió las puertas a un humanismo ateo. (pag. 130) "La disciplina tan desvinculada enmarca una nueva experiencia del yo como si tuviera un telos de autarquía". (pag. 138)
Los primeros seres humanos estaban integrados en el mundo de tres formas: en su grupo social a pequeña escala en el que el ritual religioso era idéntico al ritual social; en el cosmos, el mundo encantado de espíritus y fuerzas; y el cosmos en lo divino, de modo que los dioses estaban íntimamente involucrados con el proyecto del florecimiento humano. Así: "Los agentes humanos estaban incrustados en la sociedad, la sociedad en el cosmos y el cosmos incorporaba lo divino". (pag. 152)
Esta incrustación fue rota, para una élite, por las religiones "superiores" de la Era Axial. Los seres humanos eran individuos, ya no estaban incrustados en la sociedad, Dios ya no estaba incrustado en el cosmos, sino separado, y la noción del florecimiento humano se transforma, por ejemplo, en "una salvación que nos lleva más allá de lo que generalmente entendemos como florecimiento humano". (pag. 152) En la Reforma y después, este desarraigo se extendió cada vez más desde la élite a toda la población.
Cada vez más: "Los humanos son agentes racionales y sociables que están destinados a colaborar en paz para su beneficio mutuo". (pag. 159) Este imaginario social moderno es el Orden Moral Moderno, y representa una ruptura radical con los dos órdenes morales premodernos, la idea de "la Ley de un pueblo" (p. 163) o la organización social "en torno a una noción de jerarquía en la sociedad que expresa y corresponde a una jerarquía en el cosmos". (pag. 163)
Taylor ve "tres formas importantes de autocomprensión social". (pag. 176) "Son, respectivamente (1) la economía, (2) la esfera pública y (3) las prácticas y perspectivas del autogobierno democrático. (p.176) Tanto la economía como la esfera pública se conciben como existentes independientemente del poder político. En la noción de economía está la "mano invisible" y el intercambio de ventajas en una relación de causas entrelazadas. El estado se convierte en "el poder orquestador que puede hacer florecer una economía". (pag. 178)
Este nuevo orden moral ya no es una sociedad de "acceso mediado" donde los sujetos se mantienen unidos por un Rey. "Hemos pasado de un orden jerárquico de vínculos personalizados a uno igualitario impersonal, de un mundo vertical de acceso mediado a sociedades horizontales de acceso directo". (pag. 209)
Taylor anticipa que su enfoque podría ser atacado como "idealismo" contra el requisito marxista del "materialismo". Pero las ideas y las condiciones materiales son inseparables. "Las 'ideas' siempre vienen en la historia envueltas en determinadas prácticas" (p. 213).

### Parte II: El punto de inflexión
El programa de la reforma protestante, al crear una sociedad disciplinada y ordenada, en la que el vulnerable "yo poroso" se convirtió en el "yo amortiguado" desconectado, creó una distancia entre los humanos y Dios. Así, el humanismo exclusivo se convirtió en una opción a través de la "noción del mundo diseñado por Dios". . . Dios se relaciona con nosotros principalmente al establecer un cierto orden de cosas. . . Obedecemos a Dios siguiendo las demandas de este orden". Una religión verdadera, original y natural, antes oscurecida, ahora debía quedar clara nuevamente.
El cristianismo siempre proporcionó un florecimiento humano ordinario, pero incluyó la inescrutable gracia divina. Con el deísmo, la gracia se eclipsó, porque las personas dotadas de razón y benevolencia solo necesitan estas facultades para llevar a cabo el plan de Dios. La providencia de Dios, que alguna vez fue un misterio, es ahora solo el plan de Dios. Finalmente, llegamos a la afirmación de Feuerbach: "que las potencialidades que hemos atribuido a Dios son realmente potencialidades humanas". (pag. 251)
Taylor hace una triple afirmación. Primero, que "el humanismo exclusivo surgió como un conjunto alternativo de fuentes morales para la ética de la libertad y el beneficio mutuo". En segundo lugar, que "no podría haber surgido de otra manera en ese momento". (pag. 259) En tercer lugar, que la amplia gama actual de incredulidad también se origina "en la ética del orden benéfico".
La interpretación habitual de la comprensión cambiante de Dios en los últimos siglos es un paso de un "ser supremo con poderes ... de agencia y personalidad " a Dios como creador de una "estructura gobernada por leyes" a "un universo indiferente, con Dios indiferente o inexistente". (pag. 270) Esta es la interpretación corriente, pero Taylor cree que es más complicado que eso.
La historia oficial de la Ilustración es que "la gente empezó a utilizar la razón y la ciencia, en lugar de la religión y la superstición" (p. 273) para explicar el mundo. El orden social puede organizarse mediante códigos racionales y las relaciones humanas que importan están prescritas en los códigos. Pero la fuerza motriz detrás de este desarrollo fue el cristianismo reformado y su paso a un Dios diseñador en el período moderno temprano.
En la nueva situación epistémica, los humanos "adquieren conocimiento explorando órdenes impersonales con la ayuda de una razón desconectada". (pag. 294) Forman "sociedades bajo las disposiciones normativas del Orden Moral Moderno". En el entendimiento secularista, "los seres humanos descubren que simplemente son seres humanos unidos en sociedades que no pueden tener otros principios normativos que los del Orden Moral Moderno (OMM)". (pag. 294) "Es un cambio masivo en el horizonte".

### Parte III: El efecto Nova
Taylor ve tres etapas de un efecto nova, una explosión de laicidad que comienza con "una alternativa exclusiva a la fe cristiana" (p. 299) en el siglo XVIII. Le siguió la diversificación en el siglo XIX, incluso hasta la ruptura nietzscheana con el humanismo de la libertad y el beneficio mutuo. Finalmente, en los últimos cien años, la nova se ha disparado para llegar por debajo de las élites a sociedades enteras e incluye "una cultura generalizada de ' autenticidad ', o individualismo expresivo", de hacer cada uno lo que desea.
Pero hay presiones cruzadas. Contra los "miedos irracionales" hay un sentimiento de malestar, de algo perdido. El heroísmo se pierde en la nivelación de las aspiraciones; el utilitarismo se considera demasiado plano y superficial. No hay lugar para la muerte.
La incredulidad a mediados y finales del siglo XIX comenzó a asumir el nuevo y profundo sentido del universo, su inmensidad en el espacio y el tiempo, y en la falta de un plan. Taylor llama a esto el "imaginario cósmico moderno" (la versión natural del "imaginario social moderno"). "Nuestro sentido actual de las cosas no llega al fondo en ninguna parte". (pag. 325) A través de la idea de lo sublime y la recuperación del "manantial de la simpatía" (p. 344) en Herder y Rousseau perdidos por la razón desconectada, llegamos finalmente a la Voluntad de Schopenhauer. Experimentamos un universo tal vez sin un "plan racional, benigno", sin fondo y el "lugar de nuestra génesis oscura".
Esto lleva a las teorías de Freud, de que "las funciones superiores, pensar, querer, son ... el producto de funciones neurofisiológicas en nuestro cuerpo". (pag. 348) El nuevo imaginario sostiene una gran variedad de puntos de vista, desde "el materialismo más duro hasta la ortodoxia cristiana". (pag. 351) Esto se ha confundido como una guerra entre la creencia y la incredulidad.
La apertura a diferentes formas de experimentar el mundo incluye un cambio en el lugar del arte. En lugar de la mimesis, el recuento de la cosmovisión cristiana a través de sus símbolos estándar y puntos de referencia, tenemos un arte creativo que debe desarrollar sus propios puntos de referencia. Los artistas "nos hacen conscientes de algo en la naturaleza para lo cual aún no existen palabras establecidas. . . En este 'lenguaje más sutil' ... algo se define y se crea así como se manifiesta "(p. 353) Esto se aplica a la poesía, la pintura y la música dando un giro "absoluto", desvinculado de la historia y la representación. Pero estas, sin embargo, todavía son importantes. ¿Pero por qué? El misterio proporciona un lugar a lo espiritual y lo profundo para el incrédulo.
Taylor invoca a Schiller y su noción de "la belleza como una ayuda para ser moral", una "etapa de unidad como una etapa superior, más allá del moralismo", a través de la forma en que "creamos y respondemos a la belleza". (pag. 358) Esto crea un espacio indeterminado "entre el compromiso religioso y el materialismo". (pag. 360)
En el siglo XIX, tres factores adicionales influyeron en las personas para que renunciaran a su fe en Dios: los avances en la ciencia, la erudición bíblica, y el nuevo imaginario cósmico.
La gente llegó a sentir que el "orden impersonal de regularidades" era un punto de vista más maduro que la fe en un Dios personal. El nuevo imaginario cósmico de un universo vasto en tiempo y espacio también fue en contra de "un Dios personal". En este sentido una visión materialista era adulta y la fe en un Dios personal era infantil.
Otro punto de vista está asociado con Nietzsche, la visión "post- Schopenhaueriana" que advierte las " fuerzas irracionales, amorales e incluso violentas dentro de nosotros". (pag. 369) Estas "no pueden ser simplemente condenadas y desarraigadas, porque nuestra existencia y / o vitalidad, creatividad, fuerza, capacidad para crear belleza dependen de ellas". Esta posición se rebela contra la Ilustración de una manera que se hace eco del antiguo espíritu aristocrático y guerrero, una "rebelión desde dentro de la incredulidad ... contra la primacía de la vida" (p. 372) es decir, que "nuestro mayor objetivo es preservar y aumentar la vida, prevenir el sufrimiento". . . La vida así entendida también afirma la muerte y la destrucción "(p. 373)
Por lo tanto, es posible que las personas vivan en un mundo que "no encuentra eco en el exterior". Esta visión experimenta "su propio mundo completamente como inmanente". (pag. 376)
Después de un resurgimiento de las creencias impulsado por el movimiento evangélico, en la década de 1830 las élites comenzaron a experimentar nuevamente la presión cruzada entre "la idea ineludible de un orden impersonal" (p. 378) y la necesidad de evitar un mundo vacío y despojado de los valores del cristianismo. Carlyle intentó su propia fe en "el potencial humano para el ascenso espiritual / moral" (p. 380) frente a la "sociedad utilitaria-comercial-industrial". En Matthew Arnold, esto se convierte en fe en la cultura, "lo mejor que se ha pensado y dicho en el mundo". (pag. 384) Darwin y la evolución lo cambiaron todo, pero la "necesidad de articular algo más completo, más profundo" (p. 391) continuaba.
La alta cultura estuvo acompañada por el lento reemplazo de la comprensión vertical de la sociedad por la idea horizontal moderna de individuos portadores de derechos relacionados en beneficio mutuo, una combinación de monarquía constitucional, derechos y libertades, religiones protestantes y "decencia" británica, es decir, una cobinación de carácter y autocontrol. Esta enérgica ética de la fe estableció "una filosofía incrédula de autocontrol" (p. 395) en pensadores como Leslie Stephen y John Stuart Mill, un "humanismo de altruismo y deber". (pag. 398)
Pero este moralismo provocó una rebelión de los jóvenes a finales de siglo. Era demasiado materialista y sofocante. Los nuevos rebeldes se oponían no sólo a la "ética del autocontrol en su faceta altruista y de espíritu público, sino también en su aspecto individualista, de automejoramiento y de 'autoayuda'". (pag. 401) Esta contestación se manifiesta en una versión, con GM Trevelyan, se tambalea al borde de la división material / trascendente, en otra, con Walter Pater, reemplaza lo trascendente con esteticismo.
El Círculo de Bloomsbury fue otro enfoque, una ética de "relaciones personales y hermosos estados de ánimo". (pag. 405) Llevó a la inmanencia a dar otro paso, identificando lo intrínsecamente valioso con la experiencia y sensibilidad internas. Luego vino la Primera Guerra Mundial. Aquí se libró una guerra por "la civilización ... la protección de la vida de la violencia a través del orden y la ley". (pag. 407) Sin embargo, la guerra fue una "mayor negación de la vida civilizada que cualquier enemigo amenazando". De ahí la noción de Ezra Pound de "una civilización chapucera" y la " Tierra baldía " de TS Eliot. Para los intelectuales, era imposible habitar el mundo mental de Rupert Brooke. La gente educada no podía desplegar imágenes de dedicación y patriotismo sin distancia e ironía. "El testamento era sospechoso" (p. 411), una "fórmula para la destrucción en lugar de la virtud". Llegamos al consenso de posguerra de un estado intervencionista. 
La trayectoria tomó diferentes formas en las culturas católicas. En particular, en Francia, el orden moderno de beneficio mutuo, en su versión de Rousseau, se vuelve republicano y anticristiano, aunque no siempre claramente ateo. La noción de los seres humanos como inocentes y buenos requiere un orden político opuesto al pecado original cristiano. El imaginario social "se basa en el humanismo exclusivo" (p. 412) y se radicaliza en el socialismo marxista. Frente a este imaginario estaba la "Reacción", una jerarquía vertical "donde se respetaban las diferencias de rango" (p. 413) y cada uno tenía su lugar bajo la monarquía, aunque justificado por sus beneficiosas consecuencias.
Un orden ideal que "enfatiza los derechos, las libertades y la democracia, se enfrenta a un orden contraideal que enfatiza la obediencia, la jerarquía, la pertenencia a la comunidad e incluso el sacrificio". (pag. 414) Pero puede haber cruces, como con Comte y una "religión científica para dar cohesión social" y Nietzsche un incrédulo con héroes, con el sufrimiento como dimensión inerradicable que "los héroes aprenden a afrontar y superar". (pag. 415) Hacia 1912, Henri Massis y Alfred de Tarde escriben sobre una generación de jóvenes que necesita una nueva disciplina para crear orden, jerarquía y compromiso contra la generación diletante de 1885. Este movimiento se hizo añicos en la Primera Guerra Mundial. Muchos fueron a la guerra celebrando la oportunidad de demostrar "heroísmo y dedicación" sólo para ser "enviados a la muerte en una larga y mecanizada matanza". (pag. 417)
La crisis de la civilización asestó un golpe de gracia en el cuerpo al cristianismo establecido y provocó "nuevas variantes incrédulas del ideal vertical del orden" (p. 418) en el fascismo y el nazismo. Así, la lucha entre la creencia y la incredulidad "se ha relacionado con ideales y contraideales del orden moral de la sociedad. Pero este conflicto ha desaparecido, ya que la religión se ha desvinculado de la sociedad hacia "un nuevo tipo de nicho en la sociedad". (pag. 419)

### Parte IV: Narrativas de la secularización

#### La era de la movilización
Para combatir la explicación estándar de la secularización, por ejemplo, la propuesta de Steve Bruce de que el punto final de la secularización es una indiferencia generalizada hacia la religión y "ninguna religión compartida socialmente significativa" (p. 435), Taylor propone una era de movilización, desde alrededor de 1800 hasta 1960, donde las formas religiosas del tipo del ancien régime sufrieron una fuerte decadencia, pero nuevas formas que se ajustaron a la época "reclutaron y movilizaron gente en una escala impresionante". (pag. 471) Las iglesias organizaban la vida de sus miembros e inspiraban una intensa lealtad, para que "la gente se escolarizara, jugara al fútbol, se recreara, etc., exclusivamente entre correligionarios". (pag. 472)
En Francia, este proceso se desarrolló como un combate directo entre la Iglesia del Antiguo Régimen y los republicanos seculares en el que la Iglesia comenzó a organizar a los laicos en nuevos organismos para la recaudación de fondos, las peregrinaciones y la " Acción Católica ". En el mundo anglófono esta movilización se produjo a través de "denominaciones" (p. Ej. Metodistas) que "son como grupos de afinidad" (p. 449), una fuerza organizadora para ayudar a las personas que luchan por asentarse en la economía de mercado.

#### La era de la autenticidad
Pero con la revolución cultural de la década de 1960, la era de la movilización llegó a su fin, al menos en el Occidente moderno. El último medio siglo XX fue testigo de una revolución cultural en la civilización del Atlántico Norte. "Además de los individualismos moral / espiritual e instrumental, apareció un individualismo "expresivo generalizado". (p.473) Taylor llama a esto una cultura de "autenticidad", del tipo del expresivismo romántico que estalló en las élites de fines del siglo XVIII, "que cada uno de nosotros tiene su propia forma de realizar nuestra humanidad, y que es importante para encontrar y vivir su propia existencia". (pag. 475)
Esto afecta al imaginario social. A la noción "horizontal" de "la economía, la esfera pública y el pueblo soberano" (p. 481) se suma un espacio de moda, una cultura de exhibición mutua. El orden moral moderno del beneficio mutuo se ha fortalecido, el respeto mutuo requiere que "no deberíamos criticar los 'valores' de los demás" (p. 484), en particular en materia sexual. Dado que "mi" vida o práctica religiosa es mi elección personal, mi "vínculo con lo sagrado" no puede estar incrustado en una "nación" o "iglesia". Esta es una continuación del movimiento romántico que se aleja de la razón hacia un "lenguaje más sutil" ( Shelley ) para comprender la "percepción / sentimiento espiritual" individual. "Acepta sólo lo que suena fiel a tu propio Ser interior". (pag. 489) Esto "socava el vínculo entre la fe cristiana y el orden civilizatorio". (pag. 492)
La revolución en el comportamiento sexual rompió la cultura del "moralismo" que dominó la mayor parte del último medio milenio. El desarrollo del individualismo estaba destinado a entrar en conflicto con el moralismo, pero a mediados del siglo XX, la presa se rompió. Los pensadores comenzaron a considerar la gratificación sexual como algo bueno, o al menos imparable, especialmente porque "en las ciudades, los jóvenes pueden emparejarse sin supervisión". (pag. 501) Ahora la gente no está atada por el moralismo: "forman, rompen y luego reforman relaciones"; (pag. 496) experimentan.
Sin embargo, es una tragedia que "los códigos que las iglesias quieren imponer a la gente" sigan siendo "la denigración de la sexualidad, el horror a lo dionisíaco, los roles de género fijos o la negativa a discutir cuestiones de identidad". (pag. 503)

#### La religión hoy
Hoy, la "incrustación neo-durkheimiana de la religión en un estado" (p. 505) y un "estrecho entrelazamiento de religión, estilo de vida y patriotismo" (p. 506) ha sido cuestionada. La gente pregunta, como Peggy Lee, "¿Eso es todo lo que hay?" Son herederos de la revolución expresiva, "que buscan una especie de unidad y plenitud del yo ... del cuerpo y sus placeres". . . El énfasis está en la unidad, la integridad, el holismo, la individualidad "(p. 507) Esto a menudo se denomina "espiritualidad" en oposición a "religión organizada".
Esto ha provocado una ruptura de las barreras entre los grupos religiosos, pero también un declive en la práctica activa y un debilitamiento del compromiso con los dogmas ortodoxos. Un paso de una era de movilización a una era de autenticidad, es un "retiro de la cristiandad". Menos personas serán "mantenidas dentro de una fe por alguna fuerte identidad política o de grupo" (p. 514) aunque un núcleo permanecerá en las identidades neo-Durkheimianas, con su potencial de manipulación. (pag. 515)
Suponiendo que "la aspiración humana a la religión no flaqueará" (p. 515), la práctica espiritual se extenderá más allá de la práctica común de la iglesia para incluir meditación, trabajo caritativo, grupos de estudio, peregrinaciones, oraciones especiales, etc. Será "desenganchado" de la sociedad sacralizada paleo-durkheimiana, la identidad nacional neo-durkheimiana, o el centro del "orden civilizatorio", pero aún será colectivo. "Uno desarrolla una vida religiosa". (pag. 518)
Mientras continúa la vida religiosa, muchas personas mantienen un vínculo nominal con la iglesia, particularmente en Europa Occidental. Esta "penumbra" parece haber disminuido desde 1960. Más personas se mantienen al margen de las creencias y ya no participan en ritos de iniciación como el bautismo y el matrimonio en la iglesia. Sin embargo, la gente responde, por ejemplo, en Francia al 1500 aniversario del bautismo de Clodoveo, o en Suecia, a la pérdida de un ferry transbáltico. La religión "sigue siendo poderosa en la memoria, pero también como una especie de fondo de reserva de fuerza espiritual o consuelo". (pag. 522)
Este distanciamiento no se vive en Estados Unidos. Esto puede deberse: 
1. A que los inmigrantes usaron la membresía de la iglesia como una forma de establecerse: "Ve a la iglesia de tu elección, pero ve". (pag. 524)
2. O puede ser la dificultad que tiene la élite secular para imponer su "imaginario social" al resto de la sociedad frente a la Europa jerárquica.
3. Además Estados Unidos nunca tuvo un antiguo régimen, por lo que nunca ha habido una reacción contra la iglesia estatal.
4. A continuación los grupos en los Estados Unidos han reaccionado fuertemente contra la cultura posterior a la década de 1960, a diferencia de Europa. La mayoría de los estadounidenses permanece feliz en "una nación bajo Dios". Hay menos esqueletos en el armario familiar, y "es más fácil confiar sin reservas en tu propia justicia cuando eres el poder hegemónico". (pag. 528)
5. Finalmente Estados Unidos ha proporcionado modelos experimentales de religión post-Durkheimiana al menos durante un siglo.

Después de resumir su argumento, Taylor mira hacia el futuro, que podría seguir al lento resurgimiento de la religión en Rusia en personas criadas en el "páramo" del ateísmo militante, pero que de repente se apoderó de Dios, o podría seguir el fenómeno "espiritual pero no religioso" en Occidente . "En cualquier caso, estamos apenas en el comienzo de una nueva era de búsqueda religiosa, cuyo resultado nadie puede prever".

### Parte V: Condiciones para la creencia
Vivimos en un marco inmanente. Esa es la consecuencia de la historia que Taylor ha esplicado, por el desencanto y la creación del yo amortiguado y el yo interior, la invención de la privacidad y la intimidad, el yo disciplinado, el individualismo. Luego la Reforma, la ruptura del orden cósmico y el tiempo secular, aprovechando al máximo el tiempo del reloj como un recurso limitado. El marco inmanente puede ser abierto, permitiendo la posibilidad de lo trascendente, o cerrado. Taylor sostiene que ambos argumentos son un "giro" e "implican un paso más allá de las razones disponibles en el ámbito de la confianza anticipatoria" (p. 551) o fe.
Hay varias estructuras de un Mundo Cerrado que asumen el marco inmanente. Una es la idea del agente racional de la epistemología moderna. Otra es la idea de que la religión es infantil, por lo que "un incrédulo tiene el coraje de adoptar una postura adulta y afrontar la realidad". (pag. 562) Taylor sostiene que estas estructuras no discuten realmente sus visiones del mundo, sino que "funcionan como axiomas indiscutibles" (p. 590) y se vuelve muy difícil entender por qué alguien creería en Dios.
Los materialistas responden a la experiencia estética de la poesía. Los teístas están de acuerdo con un orden moral moderno y con su agenda de derechos humanos y bienestar para todos. Los románticos "reaccionaron contra el yo disciplinado y amortiguado" (p. 609) que parece sacrificar algo esencial respecto a los sentimientos y la existencia corporal vital.
Para resolver las presiones cruzadas y los dilemas modernos, Taylor propone una "exigencia máxima" de que definamos nuestras aspiraciones morales en términos que no "aplasten, mutilen o nieguen lo que es esencial para nuestra humanidad". (pag. 640) Aspira a la plenitud y a la trascendencia, pero a la vez trata de "respetar plenamente el florecimiento humano ordinario". (pag. 641)
Taylor imagina un espacio moral bidimensional. En la horizontal da un "punto de resolución, el premio justo". (pag. 706) En la vertical espera elevarse más, restablecer la confianza, "superar el miedo ofreciéndose a él; respondiendo con amor y perdón, aprovechando así una fuente de bondad y curación" (p. 708) y renunciando a la satisfacción de la victoria moral sobre el mal en la violencia sagrada, religiosa o secular.
Taylor examina las fronteras inquietas de la modernidad, porque seguimos la búsqueda romántica de la plenitud, pero parece que todavía respondemos a nuestra herencia religiosa. Reemplazamos el antiguo "tiempo superior" con la autobiografía, la historia y la conmemoración. Muchos hombres modernos se sienten incómodos con la muerte, "el abandono de todo". (pag. 725)
"Nuestra época está muy lejos de asentarse en una cómoda incredulidad". (pag. 727) "La era secular es esquizofrénica, o mejor, está profundamente contrarrestada". (pag. 727) Contra la incredulidad, Taylor presenta una selección de conversiones espirituales recientes o experiencias "epifánicas" en artistas y escritores católicos, incluidos Václav Havel, Iván Illich, Charles Péguy y Gerard Manley Hopkins. El camino hacia el futuro es una rica variedad de caminos hacia Dios y un nuevo enfoque a la cuestión de lo sexual / sensual. El mundo secular disciplinado y desconectado se ve desafiado por un regreso al cuerpo en el pentecostalismo. Hay una "profunda interpenetración del eros y la vida espiritual". (pag. 767) "En nuestra vida religiosa estamos respondiendo a una realidad trascendente". (pag. 768) Nuestra búsqueda de la "plenitud" es nuestra respuesta.
La creencia secular es una exclusión. "La puerta está bloqueada contra nuevos descubrimientos". (pag. 769) Pero en la secular "tierra baldía ... los jóvenes comenzarán de nuevo a explorar más allá de las fronteras". (pag. 770) Taylor cree que eso implicará la desencarnación de la vida espiritual y la homogeneización en un solo principio, para celebrar la "integridad de las diferentes formas de vida". (pag. 772)

### Epílogo: Diferentes enfoques
En un breve epílogo, Taylor vincula su narrativa con los esfuerzos similares de, por ejemplo, John Milbank y el movimiento de ortodoxia radical, a la vez que aclara el carácter distintivo de su propio enfoque. Llama a la historia contada por los pensadores ortodoxos radicales la historia de una "desviación intelectual", que se centra en los "cambios en la comprensión teórica, principalmente entre las élites eruditas y afines" (p. 774) mientras que la historia que él relata, a la que denomina "Narrativa del maestro de la Reforma", está más relacionada con cómo la secularidad "emerge como un fenómeno de masas". (pag. 775) Ambas historias son complementarias, "explorando diferentes lados de la misma montaña". (pag. 775) En su reseña del libro, Milbank coincidió en que la tesis de Taylor "... es más fundamental ... porque los procesos más determinantes son las fusiones de ideas y prácticas, no las ideas aisladas.

## Crítica
Charles Larmore fue crítico con Una era secular  respecto a su enfoque, especialmente por tener demasiadas referencias a teólogos católicos y una notable ausencia de figuras protestantes (ver sección I, párrafo 7 del artículo citado). Larmore también ve que A Secular Age no ofrece nada nuevo y es simplemente una extensión del trabajo de Max Weber sobre la teoría de la secularización (Sección II, párrafo 1) aunque Weber y Taylor tienen diferencias que pueden atribuirse a que Weber es "un protestante decaído" y Taylor "un católico ardiente" (sección II, párrafo 2). Larmore siente que Taylor, en su libro, puede tener "una base adecuada para saltar a conclusiones metafísicas o religiosas" con respecto a la comprensión de una visión secular del mundo, pero hacerlo es "precisamente lo que no debemos hacer" (Sección II, párrafo 5). Larmore no está de acuerdo con la insistencia de Taylor de que las personas, con la información adecuada, deben tomar una postura sobre la presencia de Dios en todo el mundo (Sección II, párrafo 7). En opinión de Larmore, Taylor se equivoca al no reconocer que "nunca hemos sido, y nunca seremos, uno con nosotros mismos" y, por lo tanto, no debería precipitarse a sacar conclusiones basadas en la fe, lo que Larmore cree que Taylor hace en su libro (Sección II, párrafo 12).

## Reseñas
A Secular Age se reseñó en publicaciones como The New York Times  y The Guardian, The New Republic  y The American Prospect, y revistas profesionales como Intellectual History Review, Teoría política, Religión implícita, y European Journal of Sociology.